# دوريس تايلور
دوريس تايلور (بالإنجليزية: Doris Taylor)‏ هي أحيائية أمريكية، ولدت في 21 فبراير 1956.